# Gekko vietnamensis
Espèce
Gekko vietnamensis est une espèce de geckos de la famille des Gekkonidae.

## Répartition
Cette espèce est endémique de la province d'An Giang au Viêt Nam.

## Description
Gekko vietnamensis mesure jusqu'à 91 mm, queue non comprise.

## Étymologie
Son nom d'espèce, composé de vietnam et du suffixe latin -ensis, « qui vit dans, qui habite », lui a été donné en référence au lieu de sa découverte.

## Publication originale
- Sang, 2010 : A new poreless species of Gekko Laurenti, 1768 (Gekkonidae: Squamata) from An Giang Province, southern Vietnam. Zootaxa, n. 2501, p. 54–60.